# Johang
Johang (en népalais : जोहाङ) est un comité de développement villageois du Népal situé dans le district de Gulmi. Au recensement de 2011, il comptait 4 342 habitants.